# ちりめん街道
ちりめん街道（ちりめんかいどう）は、京都府与謝郡与謝野町加悦重要伝統的建造物群保存地区の通称。旧加悦町役場庁舎から西山工場までの南北700メートルの旧街道に面した地区を指す。
16世紀後期の安良城築城に端を発する、敵兵の侵入を防ぐためにつくられたとされる、途中4か所で鉤の手に折れ曲がるクランクがあるのが特徴である。縮緬流通の拠点として栄え、神社仏閣をはじめ、織物工場、商家、医院、旅館、役場庁舎などの構成建築物が立ち並ぶ一帯である。日本遺産「丹後ちりめん回廊」の構成文化財の一つである。

## 概要
加悦町と福知山市を結ぶ、与謝峠を介して丹後と京都を結び、丹後各地で生産された縮緬を加悦町の旧街道を使って運んだ道を縮緬之道として石柱が設置されていた。その縮緬之道と区別して加悦町加悦の旧街道に限定してちりめん街道という呼称を昭和60年代から使うようになった。
街道の両側は、短冊形に地割り、切妻造りで平入り、桟瓦葺きの町家が立ち並ぶ、7 - 8割が昭和戦前までの建築とみられる。数軒は江戸期の物も残っている。洋風建築、機業場、職工住宅が混在しており、天神山の山腹には、町並みの屋根より少し高い位置に寺院、山上の天満宮（天満神社）への長い階段、鳥居、石燈籠などの構成物が点在している。

## 歴史
元来は、未開地で何もなかった地であったが、1540年（天正8年）、近世城主として加悦庄に入庄した細川藤考の有力家臣である、「有吉将監立言」あるいは子孫の立行が新たな構想をもとに新しく城下町を作ったという見方がある。そのため、敵兵の侵入を防ぐためにつくった防護施設としてちりめん街道の途中がクランクしているとみられている。

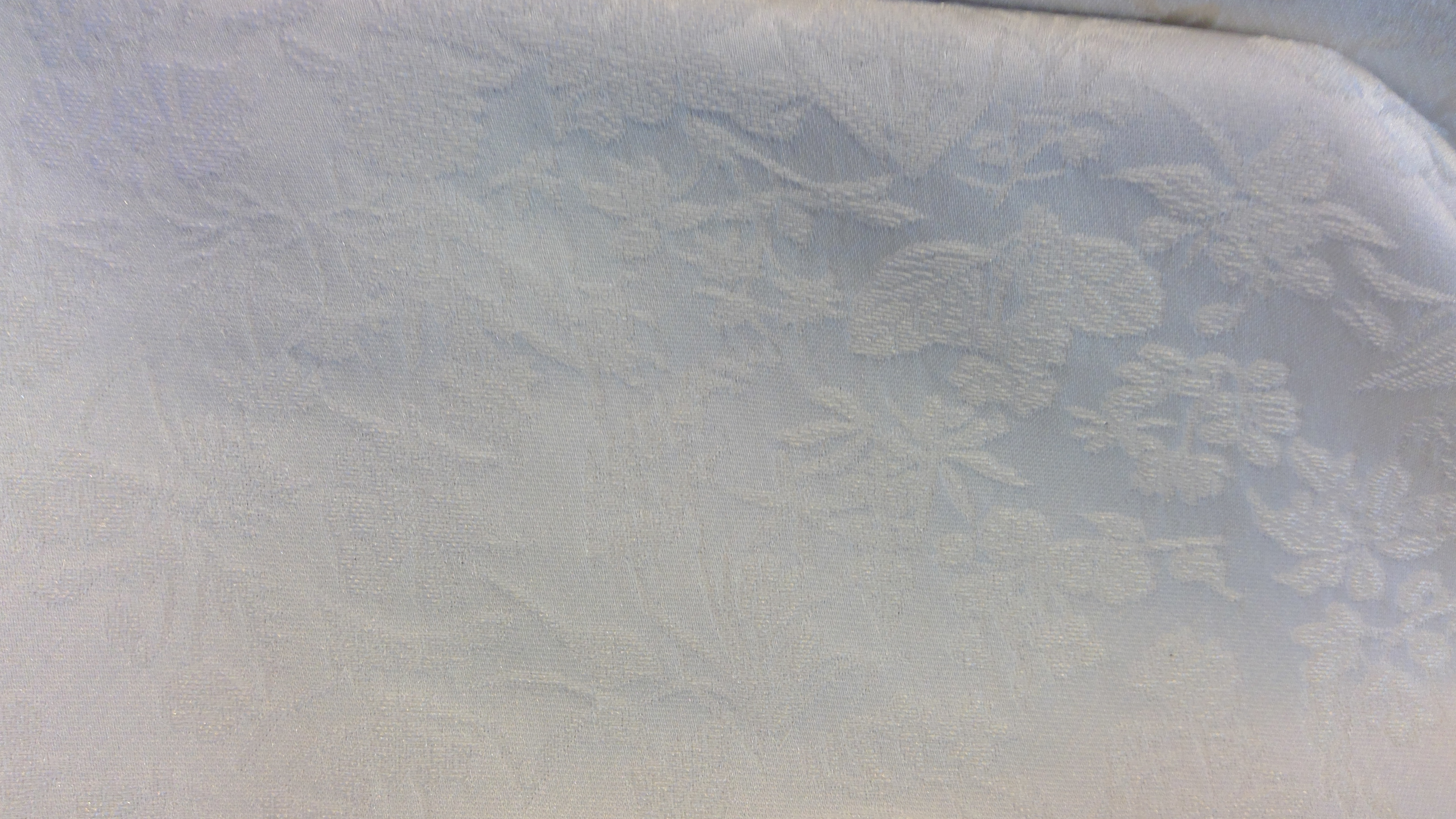
丹後ちりめん後染め織物の一種

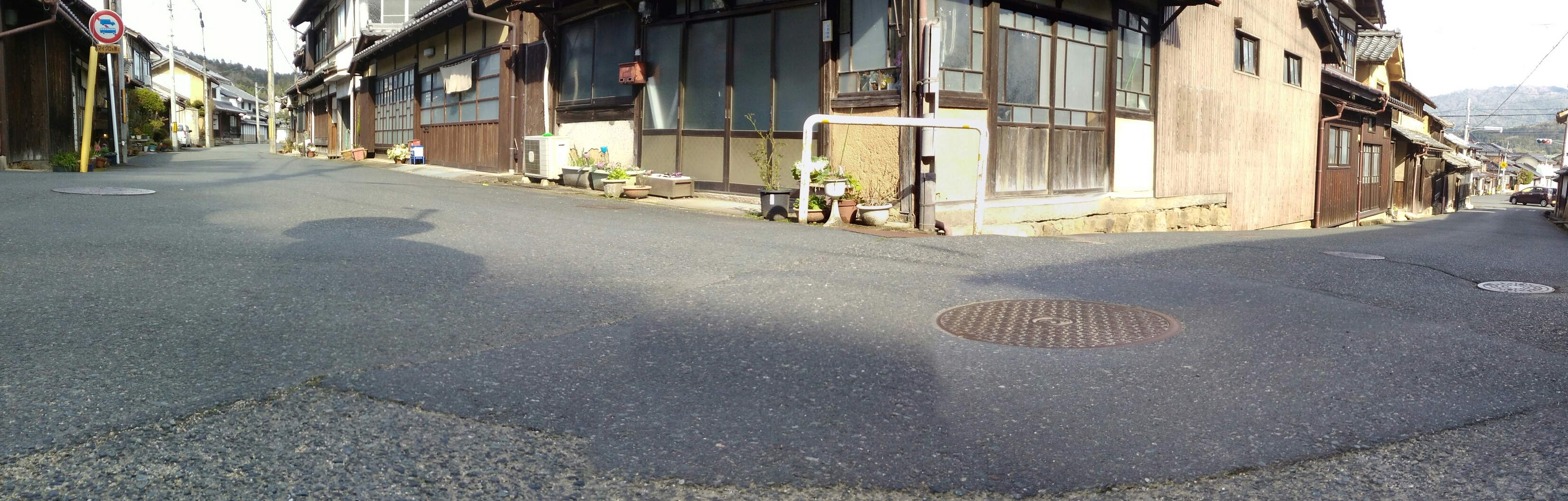
街道が折れ曲がりクランクしている様子。写真左側から折れ曲がった街道は写真右奥の交差点でさらに右に折れ曲がり続いている。

1720年（享保5年）、丹後国峯山（現・京都府京丹後市峰山町）で佐平治（のちの森田治郎兵衛)が縮緬を織り出すことに成功、加悦においては、1722年（享保7年）、木綿屋六右衛門が、手米屋小右衞門と山本屋佐兵衛を京都西陣に送り、縮緬技術を学び、持ち帰らせたことがきっかけとなり、当地は丹後ちりめんの生産地として大いに繁栄した。
上之町の区有土蔵に残っていた絵図によると、天満神社と周辺寺院との境界を明らかにするために描かれたとみられる、天満神社とふもとの実相寺、吉祥寺、宝巌寺と街道筋が描かれている。ちりめん街道に神社仏閣が集中している理由として、1580年（天正8年）から1583年（天正11年）まで安良城代であった有吉氏の関係を伝えるものが多く、有吉氏の城下町建設に伴って意図的に配置したものと考えられ、敵兵の侵入に対して寺町が、防御の役割を果たすように計画されたとの見方もある。さらに、集落や町があったこと、元来宗教的雰囲気のあった、天満神社のある天保山麓は寺の立地をするうえで、好条件だったということも神社仏閣が集中している要因と考えられる。
1879年（明治12年）の売上帳によると、縮緬関係者の職種として「生糸縮緬仲買」8人、「縮緬仕立職」2人居り、営業実績は分からないが「通運商社」は縮緬関係とみられる。また、「職工料取調」によると「大工職」が10人、さらに「縮緬機械大工職」と呼ばれる縮緬業界に不可欠な職人もいた。
蕎麦、饂飩、煮物などを扱う飲食店は多くの利用者でにぎわっており、織工や家内労働者が多く利用していたものとみられる。牛肉を扱う肉屋もみられた。加悦では当時、電気事業が始まっていなかったため、石油や蝋燭、ランプの燃料なども販売され、夜間操業用の需要も少なくなかったとみられる。女工たちの必需品とみてとれる鏡台、針台の販売もみられた。
宿屋は年間3600人、1日にして平均10人ほどが利用していたものとみられ、縮緬取引などの往来が頻繁であったことを伺わせている。
1927年（昭和2年）には、当地は丹後大震災に見舞われ、当時の加悦町長であった尾藤庄蔵により、復興のシンボルとして、加悦町役場庁舎が建設された。さらに尾藤庄蔵により、旧尾藤家住宅内には洋館が造られた。
昭和10年代には、戦前の丹後ちりめん全盛期を当地は迎える。その後の戦後の昭和40年代にはきものブームに沸いた。
1987年（昭和62年）に町並みを保存する活動を開始。
2005年（平成17年）12月27日、重要伝統的建造物群保存地区（重伝建）に選定された。

## 重伝建選定と選定前から続く町並み保存活動

### 重伝建地区選定
加悦町（現・与謝野町）字加悦及び、字後野の各一部が、伝統的建造物と地割がよく旧態を保持しているものとする選定基準に沿い、2005年（平成17年）に12月27日に選定された。内訳は、伝統的建造物が119件、工作物が45件、環境物件が2件である。また、2004年（平成16年）12月27日に伝建条例制定、2005年（平成17年）8月1日には保存地区決定、2005年（平成17年）6月13日には保存計画決定がなされている。なお、保存計画では、主屋、土蔵、縮緬工場、社寺建築などを伝統的建造物、石垣・外灯を工作部、樹木等を環境物件に特定、保存の措置を講じている。

### 街道の町並み保存への取り組み

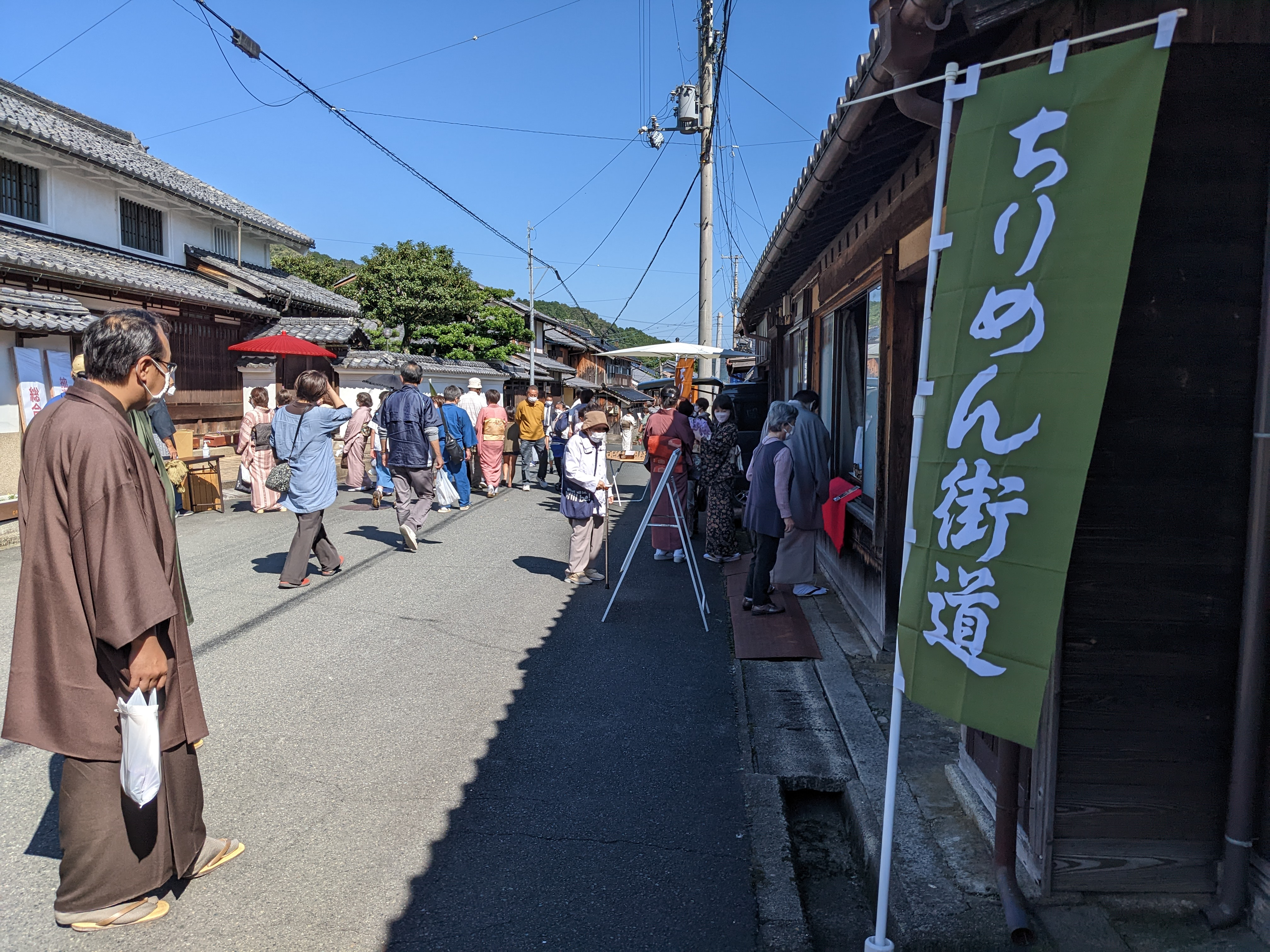
きものでぶらり♪ちりめん街道（2022年）

そもそも町並みを保存する活動は、1987年（昭和62年）に始まり、ちりめん街道はそのころに名づけられた。現在もその活動は続いており、その主なものとしてちりめん街道を守り育てる会、ちりめん街道女子会によるまちづくり活動、よさの作事組による修理保全活動、さらにはNPO法人 ちりめん街道みらい塾による住民の立場での新しい地域社会の構築に向けた活動、それらをバックアップする加悦区といった複数の団体により、ちりめん街道を守り、後世へと引き継いでいる。
ちりめん街道における、修理事業、修景事業などの町並み保存を目的とした工事に対しての補助制度が設けられている。
| 事業名                                                   | 内容                                                                                 |
| -------------------------------------------------------- | ------------------------------------------------------------------------------------ |
| 加悦伝統的建造物群保存地区修理修景事業                   | 修理継承事業推進                                                                     |
| 加悦伝統的建造物群保存地区修理継承事務局体制整備検討事業 | 専門職の配置、専門機関の連携強化、適切な保存体制の整備検討                           |
| 加悦伝統的建造物群保存地区保存意識啓発事業               | 適切な保存の推進のための意識啓発を説明会等で所有者や相続予定者に繰り返し説明         |
| 加悦伝統的建造物群保存地区空き家対策推進事業             | 地区の持続を図る、空き家バンク制度や町の移住定住促進事業を運用、移住者や利用者を募る |

| 行事・催し                  | 構成団体                                                                        |
| --------------------------- | ------------------------------------------------------------------------------- |
| きものでぶらり♪ちりめん街道 | きものでぶらり♪ちりめん街道実行委員会                                           |
| ちりめん街道ひなめぐり      | ちりめん街道を守り育てる会・ちりめん街道女子会                                  |
| ちりめん街道路地行燈        | ちりめん街道を守り育てる会                                                      |
| 織姫カフェ（前夜祭）        | ちりめん街道女子会                                                              |
| きものマーケット            | ちりめん街道女子会                                                              |
| 視察研修                    | ちりめん街道を守り育てる会                                                      |
| 長期不在住宅の活用          | ちりめん街道女子会                                                              |
| 総合学習の講師（縮緬産業）  | NPO法人ちりめん街道未来塾                                                       |
| 耐震対策の講演会と現地調査  | 鈴木祥之教授（立命館大学衣笠総合機構）・NPO法人ちりめん街道未来塾・よさの作事組 |
| 防災学習会と初期消火訓練    | 大窪健之教授（立命館大学）・ちりめん街道を守り育てる会・加悦区・与謝野町教委    |

### 重伝建選定10周年記念事業
|       | タイトル                                                               | 開催日時                   | 主催・共催                                                                                                  |
| ----- | ---------------------------------------------------------------------- | -------------------------- | --- |
| 第1幕 | 【講演会】丹後地方の民家と町並みの特徴と魅力                           | 2015年（平成27年）11月8日  | 主催：与謝野町教委、共催：京都府立大学                                                                      |
| 第2幕 | 【記念講演】（重伝建）選定までの歩みと加悦の町並み                     | 2015年（平成27年）12月19日 | 主催：与謝野町教委、共催：ちりめん街道を守り育てる会・NPO法人ちりめん街道未来塾・加悦区・ちりめん街道女子会 |
| 第2幕 | 【記念講演】ちりめん街道の未来－町並み保存の過去・現在・未来           | 2015年（平成27年）12月19日 | 主催：与謝野町教委、共催：ちりめん街道を守り育てる会・NPO法人ちりめん街道未来塾・加悦区・ちりめん街道女子会 |
| 第3幕 | 【記念イベント『まち歩き♪』】日向先生・宗田先生とちりめん街道を歩こう♪ | 2015年（平成27年）12月20日 | 主催：与謝野町教委、共催：ちりめん街道を守り育てる会・NPO法人ちりめん街道未来塾・加悦区・ちりめん街道女子会 |

### ちりめん街道バス停木製待合所整備

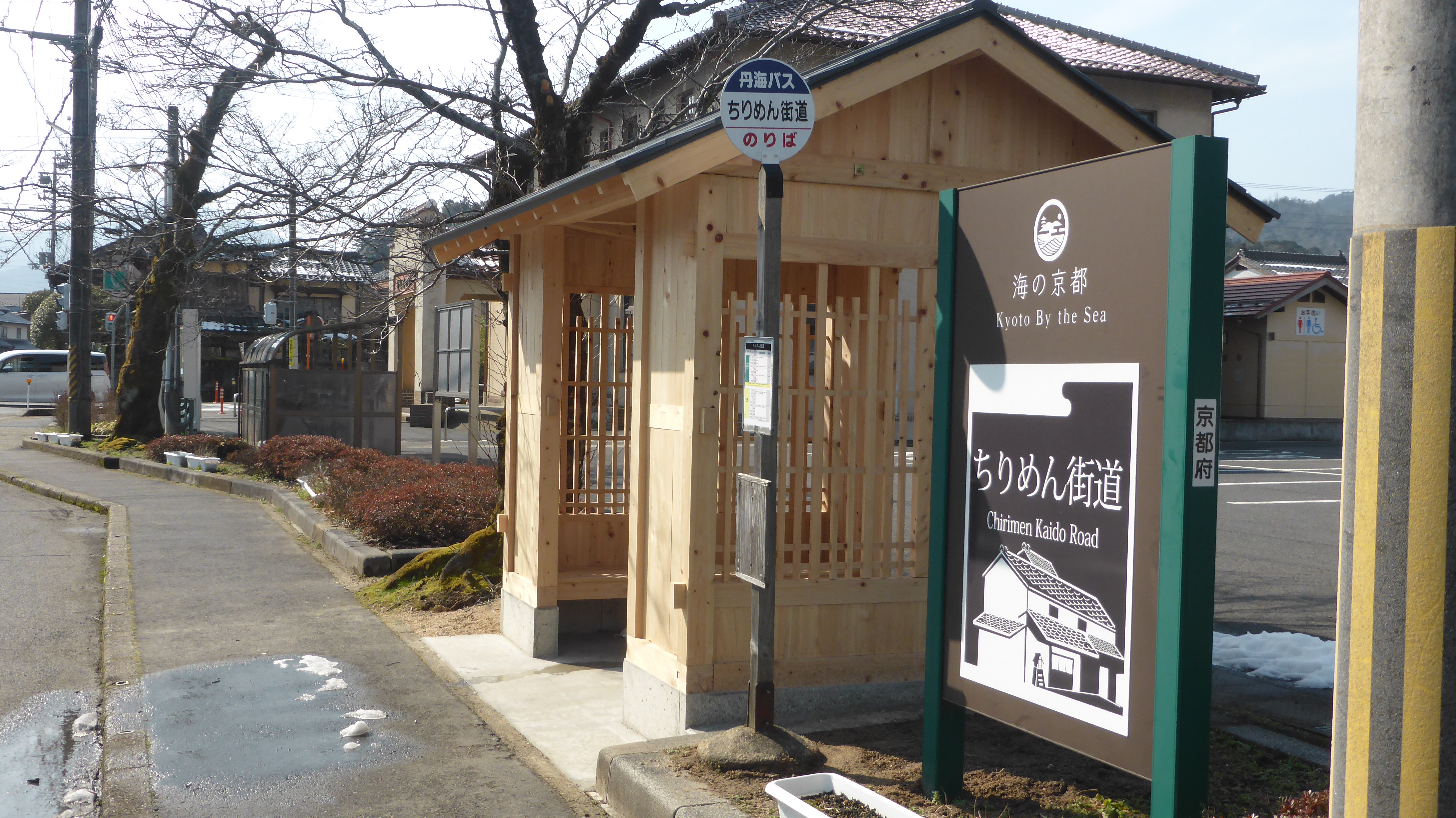
ちりめん街道バス停と木製バス待合所

2021年（令和3年）2月、与謝野町からの依頼を受け、耐震化された旧加悦町役場庁舎の構造模型を町へ寄贈した経緯のある京都府立宮津高等学校・京都府立宮津天橋高等学校建築科の生徒により、ちりめん街道バス停に木製のバス待合所が整備された。生徒が主体となって、デザインや設計をし、2021年（令和3年）2月12日、3年生10名が1日がかりで骨組みを組み上げ、外壁とベンチを取りつけた。2020年（令和2年）1月より、デザインなどの検討を始め、同年7月にはバス停を利用する住民にも説明を行い、同年9月より製作に取り掛かった。街道の通りの雰囲気に馴染むよう工夫したという。材料には大江山の間伐材を使用し、さびにくいガルバリウム鋼板で屋根を製作した。塗装などは「ちりめん街道を守り育てる会」が行う。

### ちりめん街道を守り育てる会
ちりめん街道の保存活動を行う民間団体。主に、加悦重伝建地区内の住民で構成されており、会員は156人。旧尾藤家住宅の指定管理者である。

## 建築
以下の記述は、2001年（平成13年）度から3年間にわたって全90軒を調査した結果に基づいている。

### 建築年代
戦前以前で70%を占めている。
- 江戸時代：6.7%（6軒）
- 明治時代：16.7%（15軒）
- 大正時代：25.6%（23軒）
- 昭和（戦前）時代：21.1%（19軒）
- 戦後以後：20%（18軒）
- 不詳：10%（9軒）

### 建築の特徴
「丹後型民家」を継承したものが目立つ。四つ間取りの主屋が20棟（38%）と最も多く、明治時代、主屋3棟（6%）には、六つ間取りもあった。「丹後型」特有の広間を残す主屋は1804年（文化元年）が一棟現存している。四つ間取りに次いで、一列型が多く8棟（15%）にのぼる。民家の間取りは上屋の間取りを基本とする。中には一見すると六つ間に見える、四つ間取りや四つ間に見える一列型もあるが、下屋で規模を拡張したものである。

## 構成建造物一覧

### 町家（商家）

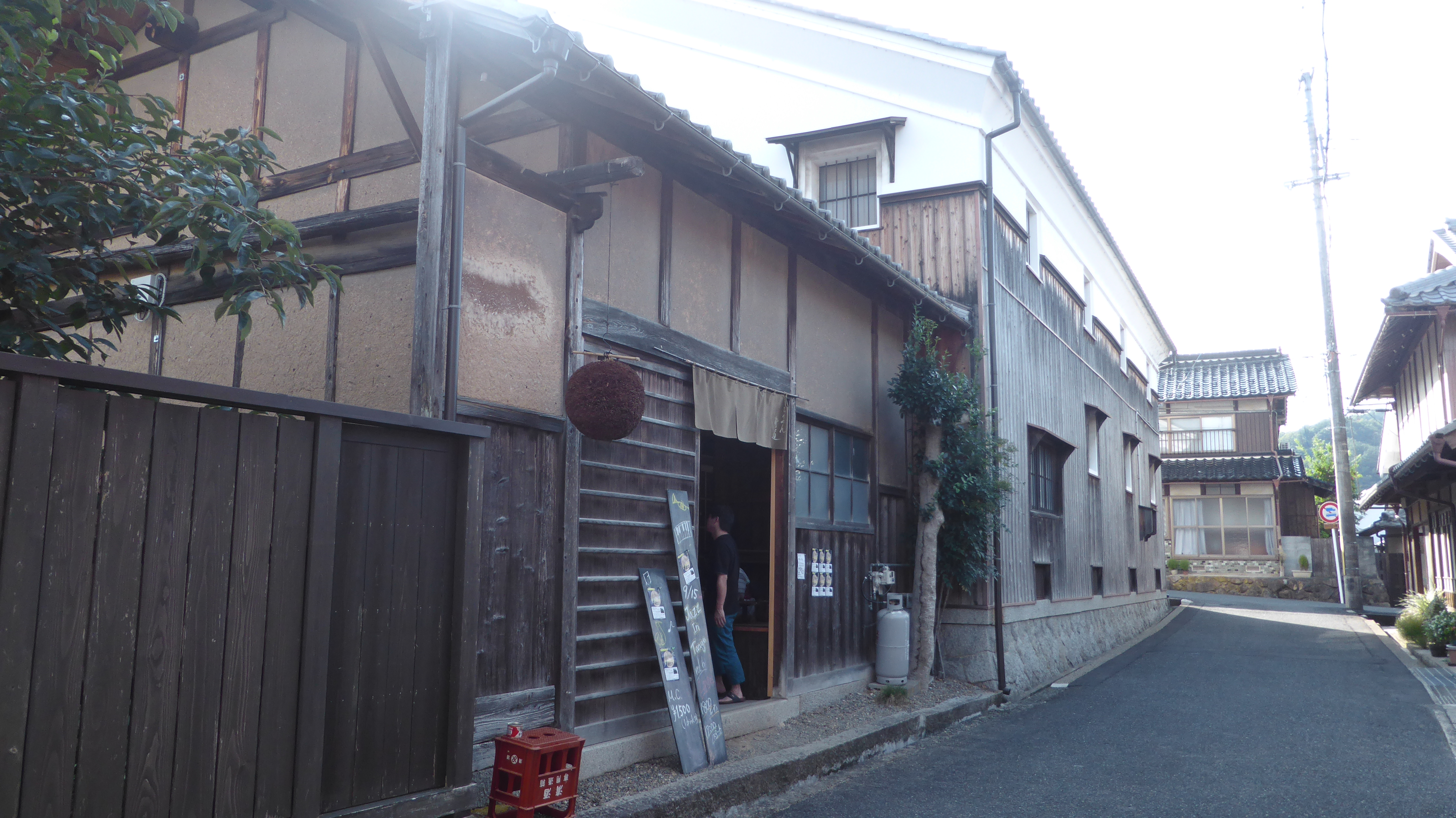
川嶋家住宅

旧尾藤家住宅
1865年（慶応元年）棟上げ。ちりめん街道の中ほどでに敷地を構え、その表構えはちりめん街道の町並みの象徴である。その規模は大きく、近世から近代にかけてのちりめん街道の歴史の変遷を知るうえで非常に重要な遺構である。

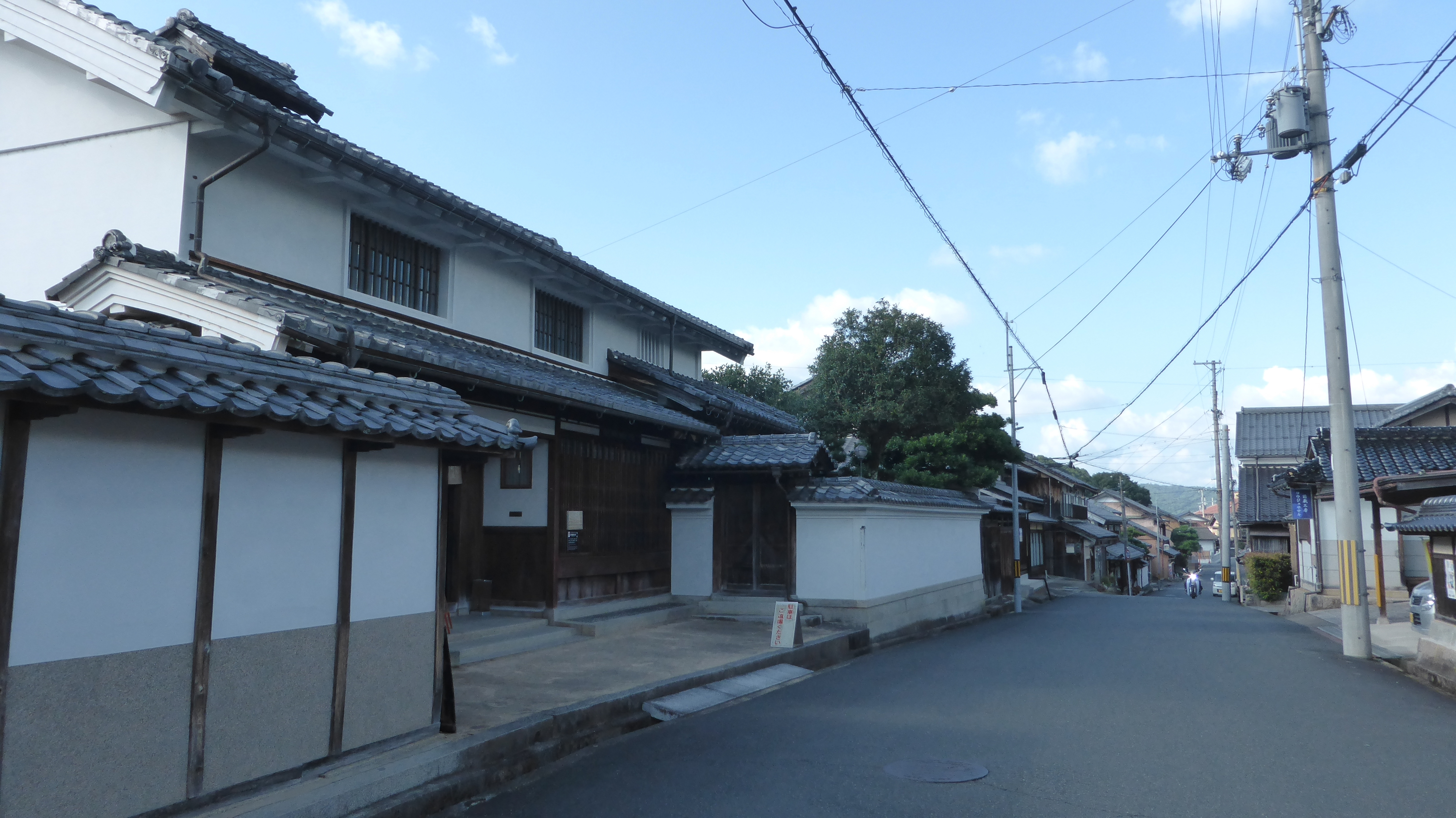
旧尾藤家住宅
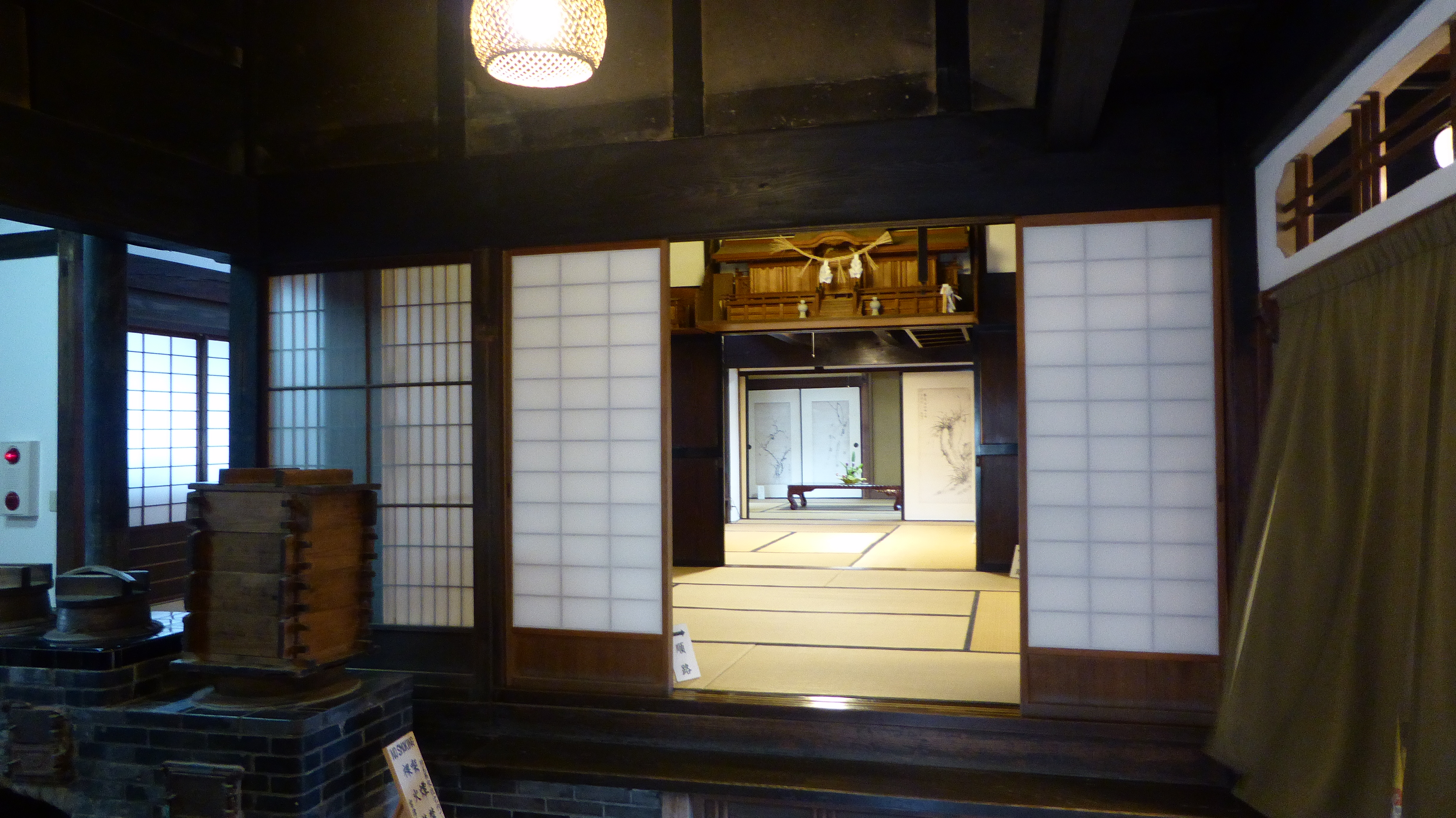
旧尾藤家住宅内

杉本和繁家住宅
1901年（大正5年）以前に建てられたとされる各建物で構成。現在の主屋は明治期の建築であると伝わる。当時「織工集会所」「既設工場」「寝室」として1901年（大正5年）4月に、宮津警察署宛に提出した書類（杉本成史家文書）が残されている。主屋、主屋の裏側（西より）に工場。またさらに2棟あり、男工宿舎とされていた建物となっている。南側の1棟は、現在、杉本成史氏の所有となっている。
杉本成史家住宅
主屋はちりめん街道に面す。主屋の西隣には当家所有の工場が建っており、かつての西山第一工場と西山第三工場がある。杉本和繁家所有の西山第二工場とあわせて西山工場とかつて呼ばれていた。
杉本啓家住宅
宝巌寺と街道をはさむ向かいの杉本家は1887年（明治20年）から、1901年（明治34年）にかけて縮緬業を営んでおり、その頃の建築であるとみられる。
下村哲人家住宅
加悦公民館の東側ちりめん街道が折れ曲がる南西角に位置。下村家は屋号を「角屋」と称し、明治初期に北前線による廻船問屋を営む。一時期は当主の相次ぐ死や訴訟の問題などで、混乱状態にあった。現在の場所に主屋を立てた10代広吉は幼いころ、尾藤庄蔵家に預けられたと言われることから尾藤家とよく似た間取りは、幼少を過ごした影響ではないかとされる。その後、11代五郎助が縮緬業に取り組み、京都に店を出店するとともに昭和初期、加悦に株式会社を立ち上げ、下村家を再興した。
川嶋輝子家住宅（旧川島酒造）
角地に立ち、大規模な土蔵として目を引く。現在の建物は1927年（昭和2年）の丹後大震災後の1934年（昭和9年）頃に建てられたものとみられる。酒造は武田周平という人物がこの場所で明治時代に酒造を営んでいたことにより、戦後まで行われており、酒樽や精米の施設などがあったとみられる。かつては「カマド」があり、下屋の2階から火加減を見て酒造りの温度を見ていたという。
- 川嶋家住宅

渋谷英雄家住宅
1897年（明治30年)の建築であると伝わる。外観や規模、間取り、付属の座敷棟やさらには、街道側の座敷庭に至るまで、ちりめん街道の民家主屋の特徴を反映したものとなっている。
吉岡達夫家住宅
明治時代から乳屋であり、現在も牛乳販売業をしている。明治期後半は機業もしていた。加悦交差点の北東角に主屋がある。1868年（慶応4年）の建築と言われ、主屋は旧加悦庁舎正面に通ずる駅前道路拡張にともない、中庭を縮小し、北側に曳家されている。

### 宿泊施設
井筒屋旅館
旧館は1933年（昭和8年）に再建。中庭を介して奥に新館があり、増築されたものである。屋号「井筒屋」で旅館業を営んでいる。

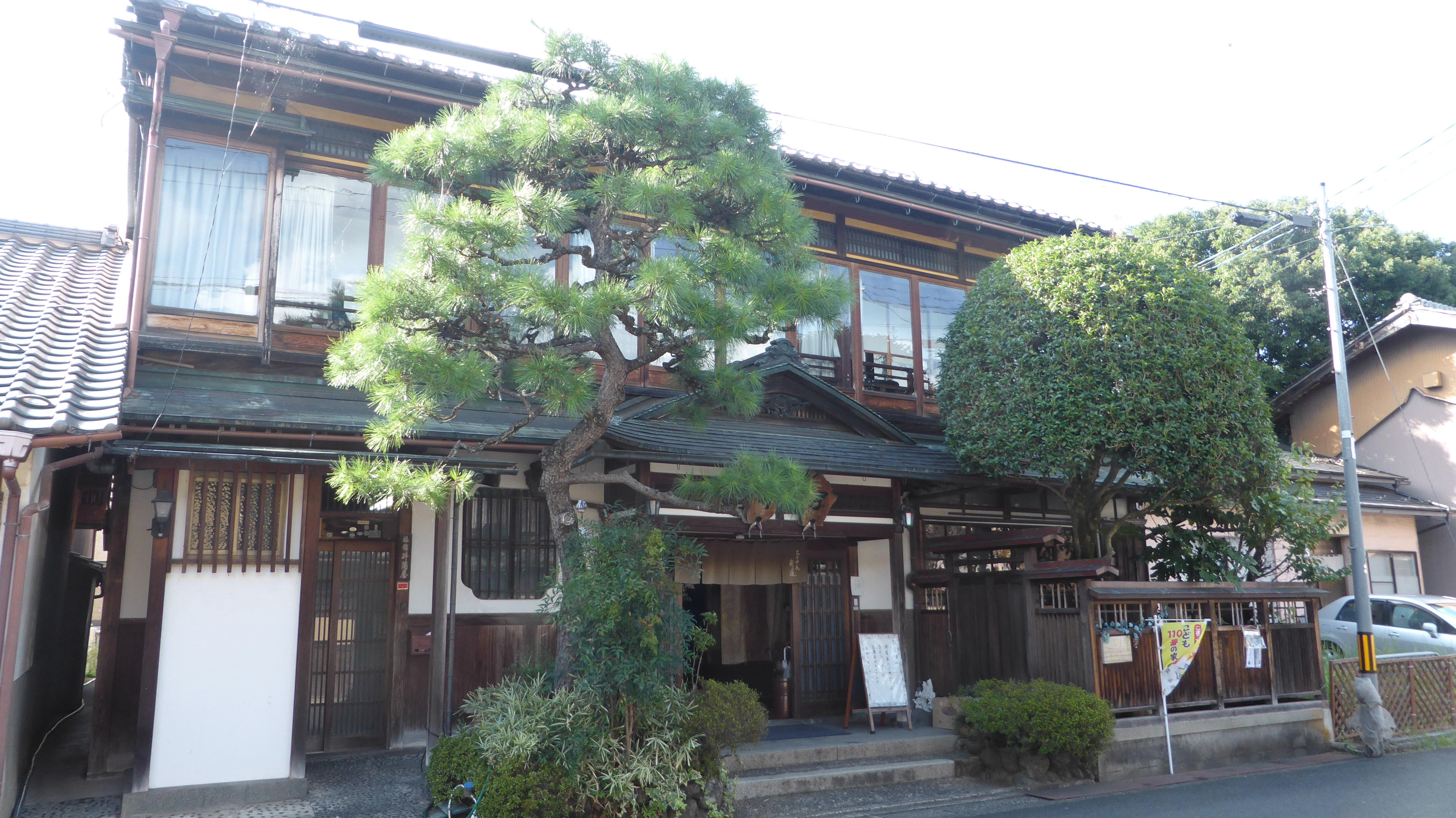
井筒屋旅館

### 医療施設
伊藤医院診療所
木造二階建て、入母屋造桟瓦葺の洋館建築である。建築年代としては伊藤医院設立の会合が1916年（大正5年）の12月1日に開催に向けた通達文が尾藤家文書として発見されたことにより、1917年（大正6年）建築が有力である。

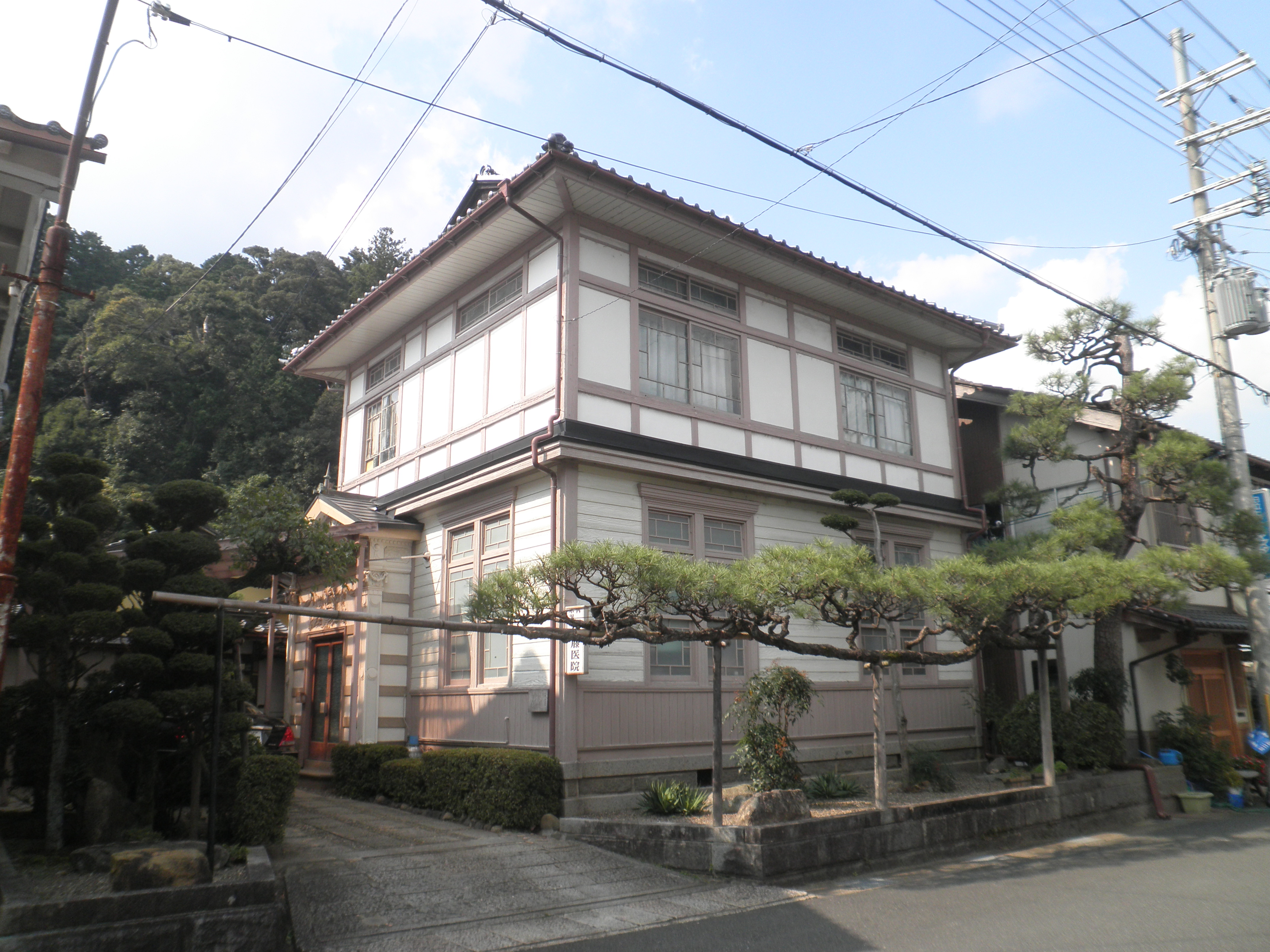
伊藤医院診療所

### 行政施設
旧加悦町役場庁舎
1927年（昭和2年）の丹後大震災により、加悦町役場庁舎が崩壊。仮庁舎で業務をしていたものの十分な機能を果たせていなかった。幾度の曲折を経て、当時の加悦町長であった第11代尾藤庄蔵により、新庁舎計画が進んだ。上棟の際の棟札によると、上棟は1929年（昭和4年）で同年3月1日に上棟祭が挙行されている。完成した庁舎は木造総2階建て寄棟造桟瓦葺。建築面積は256.8平方メートル。丹後大震災からの加悦地域の復興のシンボルとなっている。現在は保存活用されており、2020年（令和2年）にかけて、改修工事が行われた。京都府指定文化財。

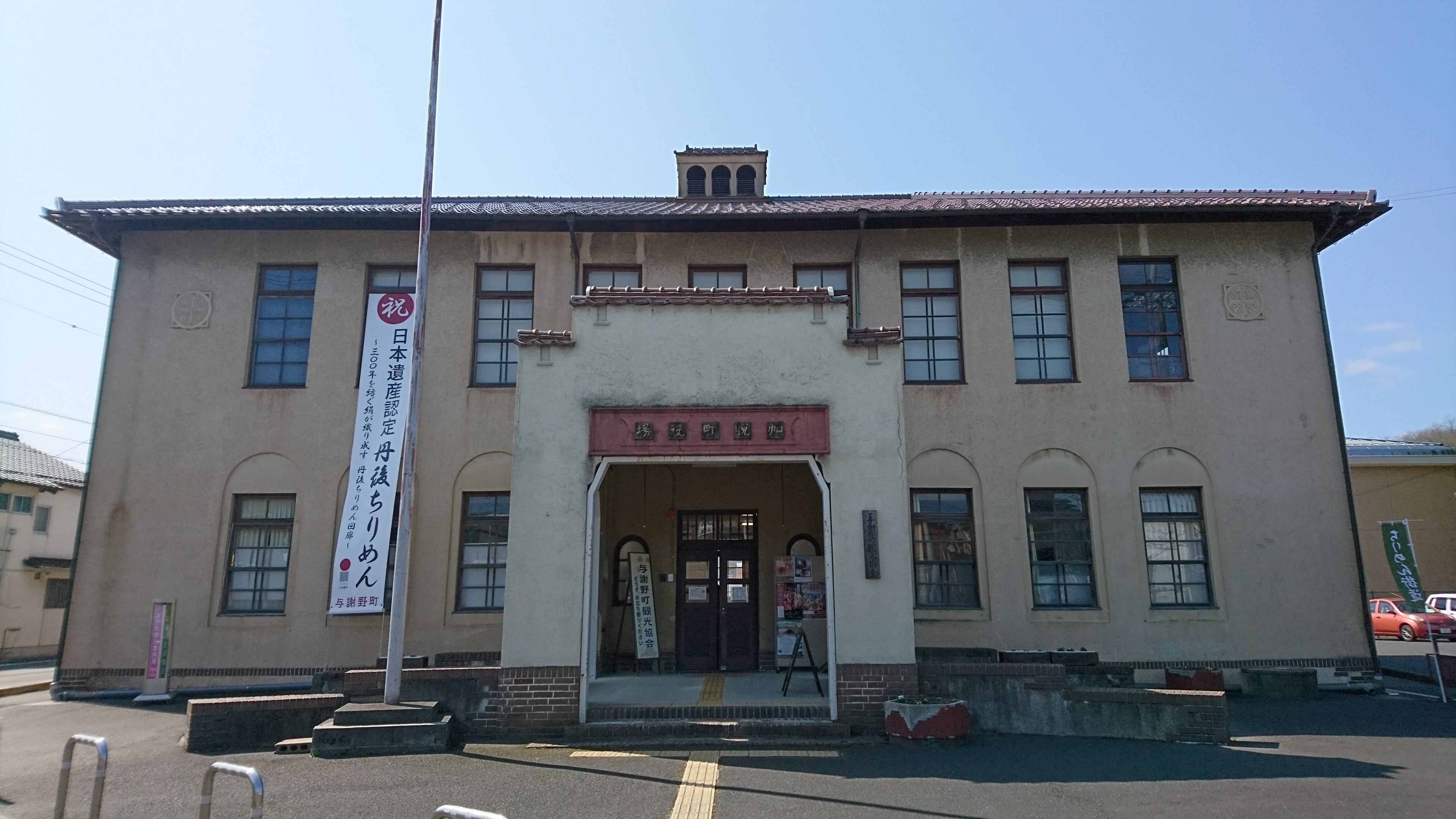
旧加悦町役場

### 神社仏閣

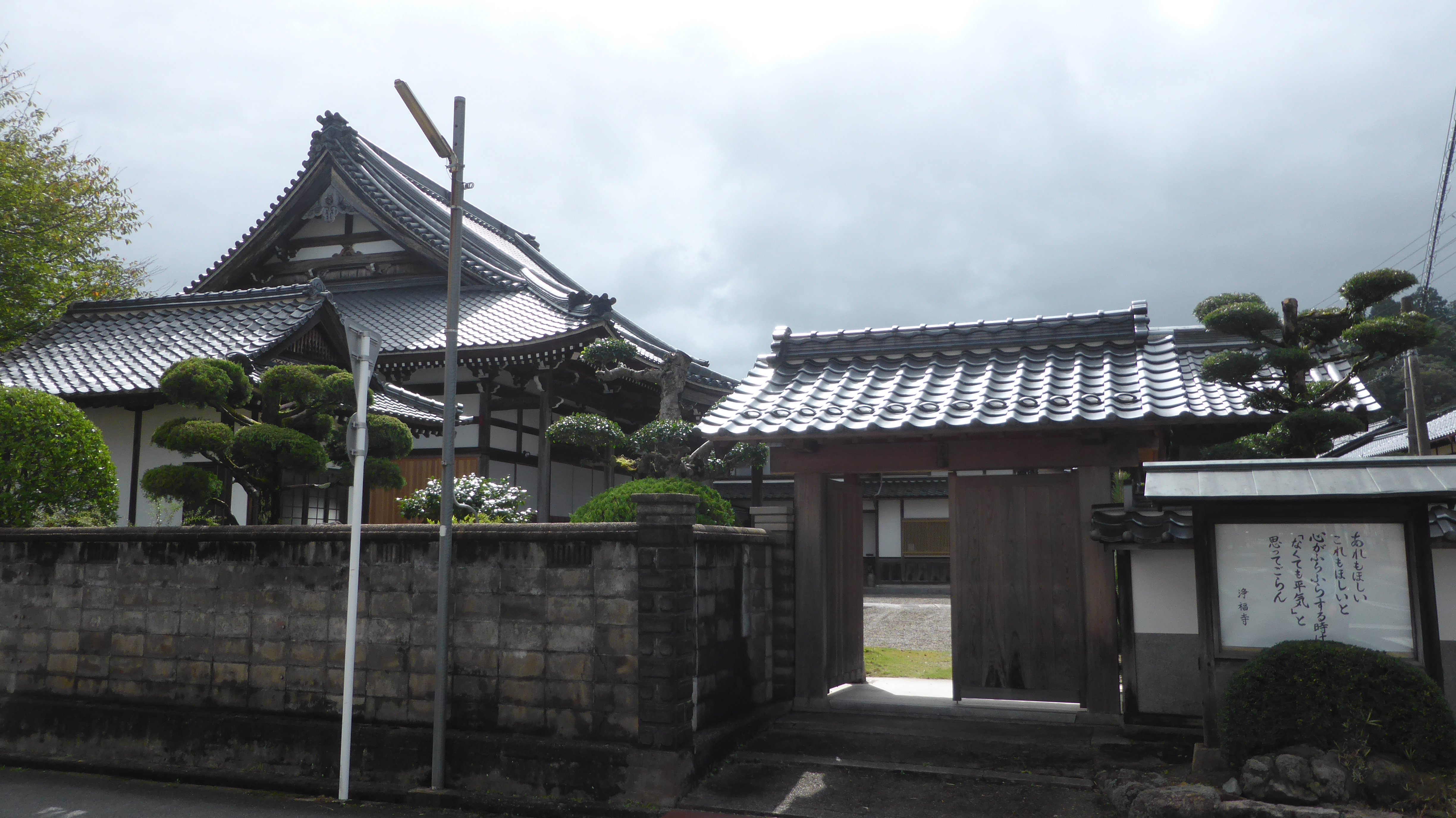
浄福寺

マップ内茶色の点で表示
天満神社
1558年-1570年（永禄）年間に安良城城主有吉将監が宮野から移したといわれている。

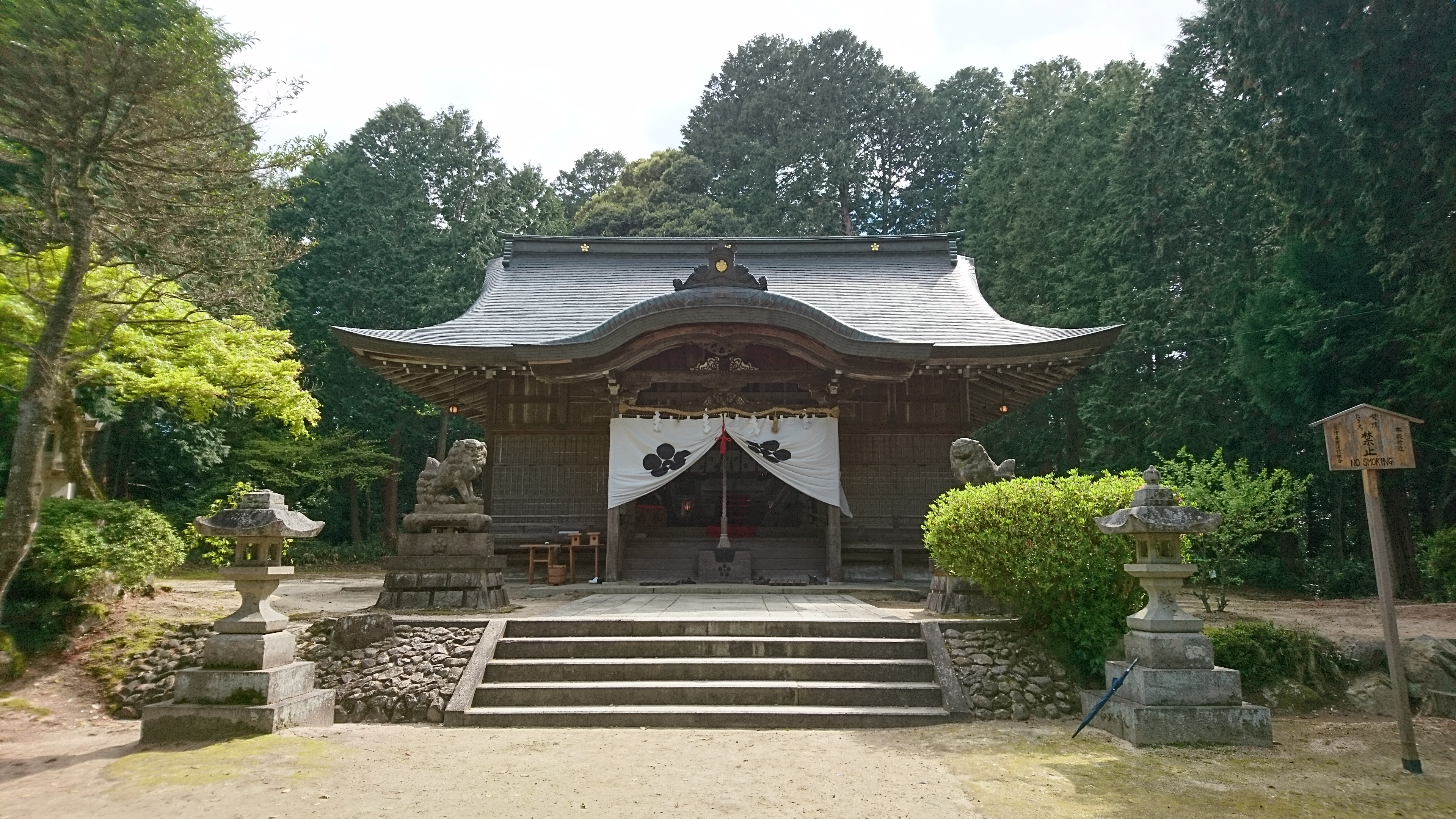
天満神社

浄福寺
創立の年月日は不詳である。1612年（慶長17年）、浄福寺と称するようになった。
- 浄福寺

実相寺
1558年（永禄元年）、金屋城主、岩見氏が落城に伴い、三男を携えて功徳庵を建設。1560年（永禄3年）、三男、日祐と称し、庵主となり開基した。1836年（天保7年）、日護住職が現在の建物を再建。加悦谷で唯一の日蓮宗寺院として多数の信徒を有する寺。境内には全国で2社しかないといわれる金色養蚕神という養蚕や生糸、衣服の守護神が祀られている。織物関係者によって織物始祖祭と同日に祭事が営まれている。

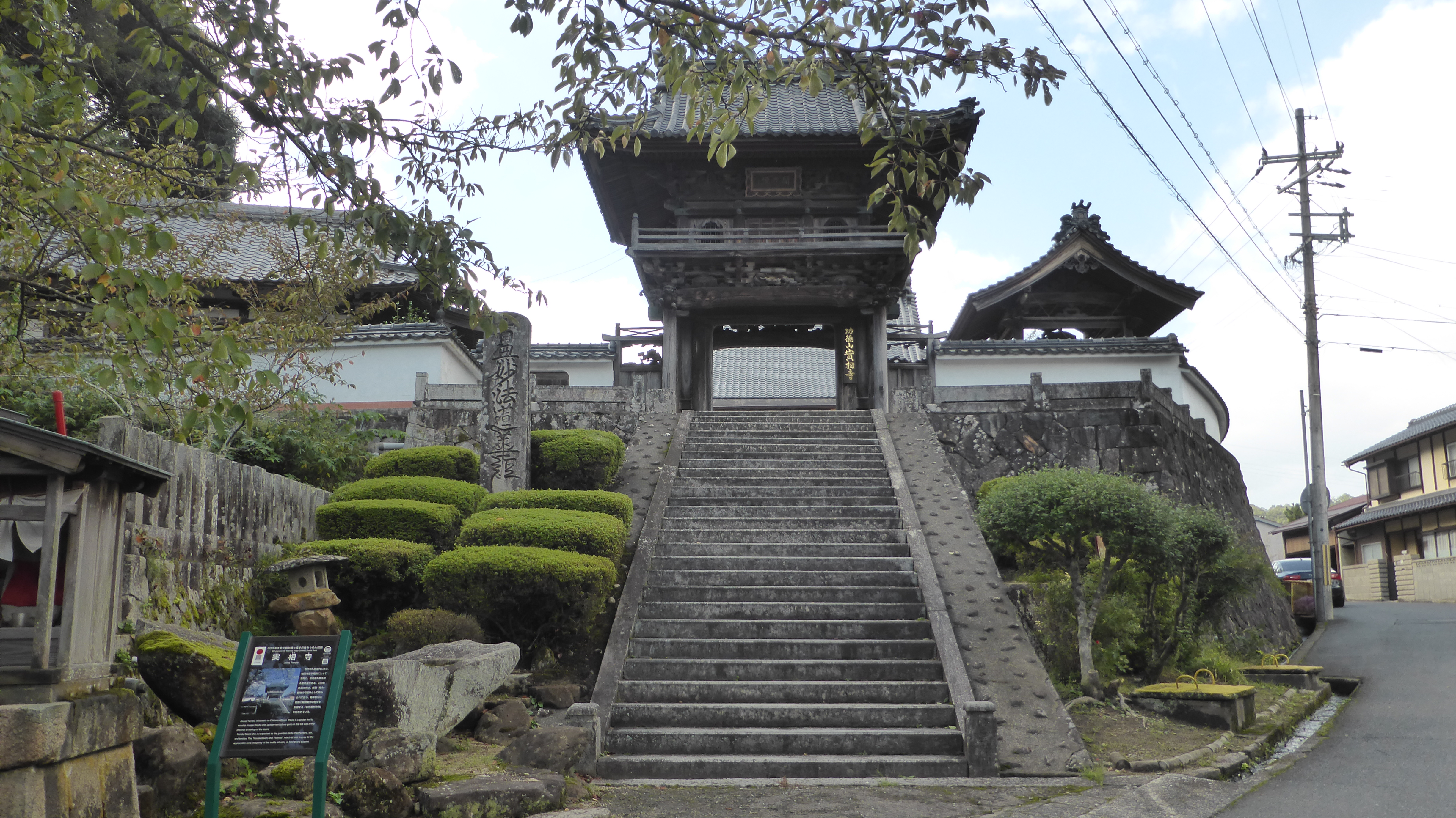
実相寺

吉祥寺
元哉禅師により開山。臨済宗妙心寺派に属する。1384年（元中元年）福知山市の天寧寺の開創と伝わる。天正年間には安良城城主有吉将監の帰依を受けたといわれ、有山氏が堂宇を再興した。
宝巌寺
1599年（慶長4年）開山。称誉上人が建立した、浄土宗に属する京都知恩院の末寺。丹後ちりめんの創始者の一人である木綿屋六兵衛の菩提寺である。

## イベント
- きものでぶらり♪ちりめん街道 - 1999年（平成11年）から行われていた「ちりめん街道まるごとミュージアム」を一新して、2015年（平成25年）から実施[50]。
- ちりめん街道マルシェ - ちりめん街道の認知を高めていくことを目的に2022年（令和4年）6月に初開催。空き空間を活用しており、飲食や体験、物販のブースが出店する。9月までの第1日曜に開催されている[51]。